# Гастелло (Сахалінська область)
Гастелло (рос. Гастелло) — село у Поронайському міському окрузі Сахалінської області Російської Федерації.
Населення становить 868 осіб (2013).

## Історія
З 1905 по 3 вересня 1945 року у складі губернаторства Карафуто Японії, відтак у складі Поронайського міського округу Сахалінської області.

## Населення
| 1925 | 1935  | 1959  | 1970  | 1979  | 1989  | 2002  |
| ---- | ----- | ----- | ----- | ----- | ----- | ----- |
| 1289 | ↗3115 | ↗3654 | ↘2020 | ↘1852 | ↘1783 | ↘1107 |
| 2010 | 2013  |       |       |       |       |       |
| ↘865 | ↗868  |       |       |       |       |       |